# کشتی مین‌روب

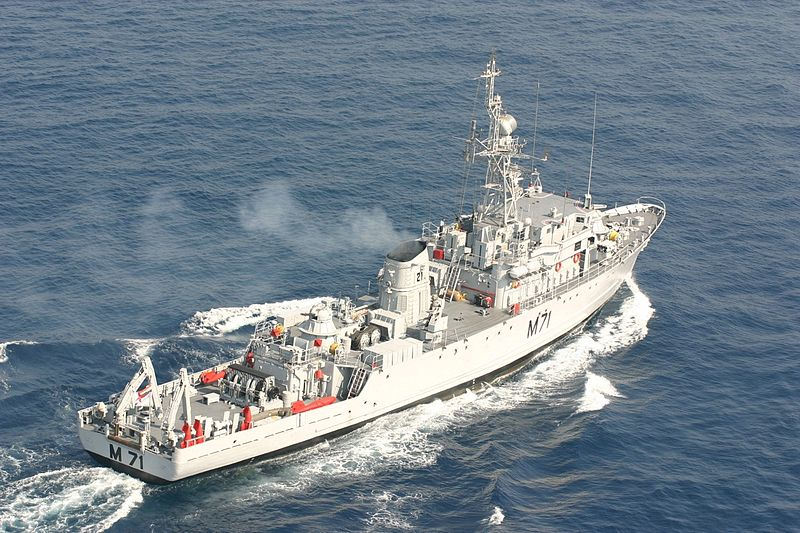
کشتی مین‌روب کلاس پاندیچری

کشتی مین‌روب (به انگلیسی: Minesweeper) به گونه‌ای از شناورهای نظامی کوچک گفته می‌شود که وظیفه شناسایی و جمع‌آوری یا انهدام مین‌های دریایی را بر عهده دارند. به این عمل که موجب پاکسازی مسیرهای آبی جهت عبور کشتی‌های نظامی و تجاری می‌شود، مین‌روبی می‌گویند. امروزه بدنه کشتی‌های مین‌روب را از فایبرگلاس و سایر مواد نارسانا می‌سازند تا در مقابل مین‌دریایی مغناطیسی، از ایمنی بالاتری برخوردار باشند.
با وجود تاریخچه قابل توجه دریانوردی بشر، استفاده از مین‌های دریایی، دارای قدمت زیادی نیست. در سال ۱۸۵۵ (میلادی) و در خلال جنگ کریمه که بین امپراتوری روسیه و نیروهای متحد روی داد، روسها اقدام به به‌آب‌اندازی مین‌های دریایی در مسیر کشتی‌های نیروهای متحد نمود و نخستین تجربهٔ مین‌روبی در تاریخ دریانوردی نیز در همین زمان رخ داد که قایق‌های بریتانیایی، با استفاده از چنگک‌هایی، اقدام به مهار مین‌ها و جابجا کردن آنها نمودند. نیروی دریایی پادشاهی بریتانیا، نخستین نیرویی بود که اقدام به راه‌اندازه یک یگان مستقل جهت مین‌روبی دریایی نمود.